# マスカレードボール
マスカレードボール（欧字名:Masquerade Ball、2022年3月2日 - ）は、日本の競走馬。主な勝ち鞍に2025年の共同通信杯。
馬名の意味は、仮面舞踏会。

## 経歴

### 2歳（2024年）

#### 新馬戦
2024年8月11日、新潟競馬場第5レースの2歳新馬戦（芝1600m）で、戸崎圭太を鞍上に起用しデビュー。単勝オッズは1.6倍の断トツの1番人気で迎えた。五分のスタートを切ると、後方から4番手に付け追走。直線に入ると外に持ち出し、残り400mから加速すると、馬群を一気に交わしデビュー勝ちを飾る。

#### アイビーステークス
次走にはアイビーステークスを選択。このレースは、父にキタサンブラックを持ち、新馬戦で2着に7馬身差の圧勝劇を見せたピコチャンブラックや、母にノームコアを持つシルバーレインに人気を譲り、3番人気に甘んじた。スタート直後から折り合いを欠き、前目3番手で追走。直線に入ると内を突き、シルバーレインを交わすと、ピコチャンブラックとの競り合いを制し、1馬身半差を付け2連勝。

#### ホープフルステークス
次走は初重賞・GI挑戦の舞台としてホープフルステークスへ向かう。単勝オッズは東京スポーツ杯2歳ステークスの勝ち馬クロワデュノールや、札幌2歳ステークスを勝ったマジックサンズ、前走で鎬を削ったピコチャンブラックに譲り、4番人気で迎えた。道中は馬群の後方に位置する。3コーナーで鞍上が動かし、4コーナーで伸びたものの、直線で差し脚を欠き11着に敗れる。

### 3歳（2025年）

#### 共同通信杯
3歳シーズンは共同通信杯から始動。鞍上には坂井瑠星を起用し、単勝オッズは1番人気で迎えたものの、ここには前走でクロワデュノールやサトノシャイニングと攻防を見せたレッドキングリーや、函館2歳ステークスの勝ち馬サトノカルナバルなど注目馬が控えていた。道中は3番手に付け、先頭集団を見る形で追走する。直線に入り、残り400mになると一気に差し脚を見せ、先頭を交わすと、内側から伸びてきたカラマティアノスとの競り合いを制し、重賞初制覇を飾った。

## 競走成績
以下の内容は、netkeiba.comおよびJBISサーチに基づく。
| 競走日     | 競馬場 | 競走名      | 格   | 距離（馬場）  | 頭 数 | 枠 番 | 馬 番 | オッズ （人気） | 着順 | タイム （上り3F） | 着差 | 騎手      | 斤量 [kg] | 1着馬（2着馬）         | 馬体重 [kg] |
| ---------- | ------ | ----------- | ---- | ------------- | ----- | ----- | ----- | --------------- | ---- | ----------------- | ---- | --------- | --------- | ---------------------- | ----------- |
| 2024.08.11 | 新潟   | 2歳新馬     |      | 芝1600m（良） | 13    | 5     | 7     | 001.60（1人）   | 01着 | R1:35.8（34.4）   | -0.1 | 0戸崎圭太 | 55        | （マイネルチケット）   | 460         |
| 0000.10.19 | 東京   | アイビーS   | L    | 芝1800m（良） | 8     | 6     | 6     | 004.90（3人）   | 01着 | R1:45.8（33.4）   | -0.2 | 0戸崎圭太 | 56        | （ピコチャンブラック） | 472         |
| 0000.12.28 | 中山   | ホープフルS | GI   | 芝2000m（良） | 18    | 8     | 18    | 009.90（4人）   | 11着 | R2:01.7（35.5）   | -1.2 | 0戸崎圭太 | 56        | クロワデュノール       | 472         |
| 2025.02.16 | 東京   | 共同通信杯  | GIII | 芝1800m（良） | 9     | 2     | 2     | 003.80（1人）   | 01着 | R1:46.0（33.7）   | -0.1 | 0坂井瑠星 | 57        | （カラマティアノス）   | 464         |
| 0000.04.20 | 中山   | 皐月賞      | GI   | 芝2000m（良） | 18    | 3     | 6     | 013.70（4人）   | 03着 | R1:57.3（33.9）   | -0.3 | 0横山武史 | 57        | ミュージアムマイル     | 460         |
| 0000.06.01 | 東京   | 東京優駿    | GI   | 芝2400m（良） | 18    | 8     | 17    | 006.80（3人）   | 02着 | R2:23.8（33.7）   | -0.1 | 0坂井瑠星 | 57        | クロワデュノール       | 466         |

- 競走成績は2025年6月1日現在

## 血統表
| マスカレードボールの血統  | マスカレードボールの血統                                      | マスカレードボールの血統                                      | （血統表の出典）                                              | （血統表の出典）    |
| 父系                      | キングマンボ系（ミスタープロスペクター系）                    | キングマンボ系（ミスタープロスペクター系）                    | キングマンボ系（ミスタープロスペクター系）                    | [ § 2 ]             |
| 父 ドゥラメンテ 2012 鹿毛 | 父の父キングカメハメハ 2001 鹿毛                              | Kingmambo                                                     | Mr. Prospector                                                | Mr. Prospector      |
| 父 ドゥラメンテ 2012 鹿毛 | 父の父キングカメハメハ 2001 鹿毛                              | Kingmambo                                                     | Miesque                                                       |                     |
| 父 ドゥラメンテ 2012 鹿毛 | 父の父キングカメハメハ 2001 鹿毛                              | *マンファス                                                   | *ラストタイクーン                                             | *ラストタイクーン   |
| 父 ドゥラメンテ 2012 鹿毛 | 父の父キングカメハメハ 2001 鹿毛                              | *マンファス                                                   | Pilot Bird                                                    |                     |
| 父 ドゥラメンテ 2012 鹿毛 | 父の母アドマイヤグルーヴ 2000 鹿毛                            | *サンデーサイレンス                                           | Halo                                                          | Halo                |
| 父 ドゥラメンテ 2012 鹿毛 | 父の母アドマイヤグルーヴ 2000 鹿毛                            | *サンデーサイレンス                                           | Wishing Well                                                  |                     |
| 父 ドゥラメンテ 2012 鹿毛 | 父の母アドマイヤグルーヴ 2000 鹿毛                            | エアグルーヴ                                                  | *トニービン                                                   | *トニービン         |
| 父 ドゥラメンテ 2012 鹿毛 | 父の母アドマイヤグルーヴ 2000 鹿毛                            | エアグルーヴ                                                  | ダイナカール                                                  |                     |
| 母 マスクオフ 2009 青鹿毛 | 母の父ディープインパクト 2002 鹿毛                            | *サンデーサイレンス                                           | Halo                                                          | Halo                |
| 母 マスクオフ 2009 青鹿毛 | 母の父ディープインパクト 2002 鹿毛                            | *サンデーサイレンス                                           | Wishing Well                                                  |                     |
| 母 マスクオフ 2009 青鹿毛 | 母の父ディープインパクト 2002 鹿毛                            | *ウインドインハーヘア                                         | Alzao                                                         | Alzao               |
| 母 マスクオフ 2009 青鹿毛 | 母の父ディープインパクト 2002 鹿毛                            | *ウインドインハーヘア                                         | Burghclere                                                    |                     |
| 母 マスクオフ 2009 青鹿毛 | 母の母ビハインドザマスク 1996 鹿毛                            | *ホワイトマズル                                               | *ダンシングブレーヴ                                           | *ダンシングブレーヴ |
| 母 マスクオフ 2009 青鹿毛 | 母の母ビハインドザマスク 1996 鹿毛                            | *ホワイトマズル                                               | Fair of the Furze                                             |                     |
| 母 マスクオフ 2009 青鹿毛 | 母の母ビハインドザマスク 1996 鹿毛                            | *ヴァインゴールド                                             | Mr. Prospector                                                | Mr. Prospector      |
| 母 マスクオフ 2009 青鹿毛 | 母の母ビハインドザマスク 1996 鹿毛                            | *ヴァインゴールド                                             | Chancy Dance                                                  |                     |
| 母系(F-No.)               | ヴァインゴールド(USA)系(FN:4-r)                               | ヴァインゴールド(USA)系(FN:4-r)                               | ヴァインゴールド(USA)系(FN:4-r)                               | [ § 3 ]             |
| 5代内の近親交配           | サンデーサイレンス 3×3 Mr. Prospector 4×4 Lyphard 5×5（母内） | サンデーサイレンス 3×3 Mr. Prospector 4×4 Lyphard 5×5（母内） | サンデーサイレンス 3×3 Mr. Prospector 4×4 Lyphard 5×5（母内） | [ § 4 ]             |
| 出典                      | 1. 2. 3. 4.                                                   | 1. 2. 3. 4.                                                   | 1. 2. 3. 4.                                                   | 1. 2. 3. 4.         |

- 半姉・マスクトディーヴァ（父ルーラーシップ）は、2023年のローズステークス、2024年の阪神牝馬ステークスの勝ち馬。
- 祖母・ビハインドザマスクは、2000年のセントウルステークス、2001年のスワンステークス、2002年の京都牝馬ステークスの勝ち馬。
- 従兄弟に2018年の平安ステークス・名古屋大賞典勝ち馬のサンライズソア、2023年の菊水賞など地方重賞3勝のベラジオソノダラブ。
- 母の従姉妹に2007年のヴィクトリアマイルの勝ち馬コイウタ。